# Sint Michiel
Sint Michiel est un petit village de pêcheurs de Curaçao, situé à l'ouest de la capitale Willemstad. La baie de Sint Michiel est connue localement sous le nom de « Boca Sami » et est située entre Blue Bay et Vaersenbaai. 
La baie était autrefois défendue par deux forts détenus par la Compagnie néerlandaise des Indes occidentales. Les ruines du fort principal, le fort Saint-Michel, sont encore visibles. Ces forts assuraient une protection contre les pirates français et la marine britannique bien qu'ils aient été occupés au XVIIIe et au début du XIXe siècle.

## Patrimoine
- Le fort Saint-Michel, construit en 1701, pour défendre la baie contre les pirates français et la marine britannique.